# Championnats de France de triathlon 2008
Navigation
Édition précédente Édition suivante
Cet article présente les résultats du Championnats de France de triathlon de 2008.
Il existe plusieurs épreuves décernant des titres de champions de France de triathlon :
- Le Championnat de France de Triathlon CD (courte distance)
- Le Championnat de France de Triathlon LD (longue distance)

## Championnat de France de Triathlon CD 2008
Le Championnat de France de Triathlon CD s'est déroulé à Belfort le samedi 31 mai et le dimanche 1er juin.

### Résultats

#### Homme
|        | Triathlète     | Temps           |
| ------ | -------------- | --------------- |
| Or     | Yohann Vincent | 1 h 48 min 55 s |
| Argent | Nicolas Becker | 1 h 49 min 06 s |
| Bronze | Sylvain Sudrie | 1 h 49 min 24 s |
| 4      | Sylvain Dodet  | 1 h 49 min 37 s |
| 5      | Toumy Degham   | 1 h 49 min 51 s |
| 6      | Brice Daubord  | 1 h 50 min 09 s |

#### Femme
|        | Triathlète         | Temps           |
| ------ | ------------------ | --------------- |
| Or     | Delphine Pelletier | 2 h 00 min 58 s |
| Argent | Jeanne Collonge    | 2 h 02 min 15 s |
| Bronze | Julie Gigault      | 2 h 03 min 01 s |
| 4      | Virginie Jouve     | 2 h 03 min 53 s |
| 5      | Laurie Belkadi     | 2 h 03 min 56 s |